# 3. Screen Actors Guild-gála
A 3. Screen Actors Guild-gála az 1996-os év legjobb filmes és televíziós alakításait értékelte. A díjátadót 1997. február 22-én tartották a Los Angeles-i Shrine Auditoriumban. A ceremóniát a NBC televízióadó közvetítette élőben, a jelöltek listáját pedig 1997. január 23-án jelentették be.

## Győztesek és jelöltek

### Film
| - Geoffrey Rush – Ragyogj! (David Helfgott) - Tom Cruise – Jerry Maguire – A nagy hátraarc (Jerry Maguire) - Ralph Fiennes – Az angol beteg (Almásy László) - Woody Harrelson – Larry Flynt, a provokátor (Larry Flynt) - Billy Bob Thornton – Pengeélen (Karl Childers) | - Frances McDormand – Fargo (Marge Gunderson) - Brenda Blethyn – Titkok és hazugságok (Cynthia Rose Purley) - Diane Keaton – Marvin szobája (Bessie Wakefield) - Gena Rowlands – Csillagot az égről (Mildred "Millie" Hawks) - Kristin Scott Thomas – Az angol beteg (Katharine Clifton) |
| Legjobb férfi mellékszereplő | Legjobb női mellékszereplő |
| - Cuba Gooding Jr. – Jerry Maguire – A nagy hátraarc (Rodney "Rod" Tidwell) - Hank Azaria – Madárfészek (Agador Spartacus) - Nathan Lane – Madárfészek (Albert Goldman) - William H. Macy – Fargo (Jerry Lundegaard) - Noah Taylor – Ragyogj! (David Helfgott) | - Lauren Bacall – Tükröm, tükröm (Hannah Morgan) - Juliette Binoche – Az angol beteg (Hana) - Marisa Tomei – Csillagot az égről (Monica Warren) - Gwen Verdon – Marvin szobája (Ruth Wakefield Warren) - Renée Zellweger – Jerry Maguire – A nagy hátraarc (Dorothy Boyd)                |
| Legjobb szereplőgárda (mozifilm) | |
| - Madárfészek – Hank Azaria, Christine Baranski, Dan Futterman, Gene Hackman, Nathan Lane, Dianne Wiest, Robin Williams - Az angol beteg – Naveen Andrews, Juliette Binoche, Willem Dafoe, Ralph Fiennes, Colin Firth, Jürgen Prochnow, Kristin Scott Thomas, Julian Wadham - Marvin szobája – Hume Cronyn, Robert De Niro, Leonardo DiCaprio, Dan Hedaya, Diane Keaton, Hal Scardino, Meryl Streep, Gwen Verdon - Ragyogj! – John Gielgud, Armin Mueller-Stahl, Lynn Redgrave, Geoffrey Rush, Noah Taylor, Googie Withers - Pengeélen – Lucas Black, Natalie Canerday, Robert Duvall, James Hampton, John Ritter, Billy Bob Thornton, J. T. Walsh, Dwight Yoakam | |

### Televízió
| Legjobb színész (minisorozat vagy tévéfilm) | Legjobb színésznő (minisorozat vagy tévéfilm) |
| --- | --- |
| - Alan Rickman – Raszputyin (Grigorij Raszputyin) - Armand Assante – Gotti (John Gotti) - Beau Bridges – Hidden in America (Bill Januson) - Robert Duvall – Az ember, aki elfogta Eichmannt (Adolf Eichmann) - Ed Harris – Vadnyugati történet (Jim Lassiter) | - Kathy Bates – The Late Shift (Helen Kushnick) - Ann Bancroft – Homecoming (Abigail Tillerman) - Stockard Channing – Az égből pottyant család (Barbara Whitney) - Jena Malone – Bastard Out of Carolina (Ruth Anne "Bone" Boatwright) - Cicely Tyson – The Road to Galveston (Jordan Roosevelt) |
| Legjobb színész (drámasorozat) | Legjobb színésznő (drámasorozat) |
| - Dennis Franz – New York rendőrei (Andy Sipowicz) - George Clooney – Vészhelyzet (Doug Ross) - David Duchovny – X-akták (Fox Mulder) - Anthony Edwards – Vészhelyzet (Mark Greene) - Jimmy Smits – New York rendőrei (Bobby Simone) | - Gillian Anderson – X-akták (Dana Scully) - Kim Delaney – New York rendőrei (Diane Russell) - Christine Lahti – Chicago Hope Kórház (Kathryn Austin) - Della Reese – Angyali érintés (Tess) - Jane Seymour – Quinn doktornő (Dr. Michaela "Mike" Quinn)                                         |
| Legjobb színész (vígjátéksorozat) | Legjobb színésznő (vígjátéksorozat) |
| - John Lithgow – Űrbalekok (Dick Solomon) - Jason Alexander – Seinfeld (George Costanza) - Kelsey Grammer – Frasier – A dumagép (Frasier Crane) - David Hyde Pierce – Frasier – A dumagép (Niles Crane) - Michael Richards – Seinfeld (Cosmo Kramer) | - Julia Louis-Dreyfus – Seinfeld (Elaine Benes) - Christine Baranski – Cybill (Maryann Thorpe) - Ellen DeGeneres – Ellen (Ellen Morgan) - Helen Hunt – Megőrülök érted (Jamie Buchman) - Kristen Johnston – Űrbalekok (Sally Solomon)                                                            |
| Legjobb szereplőgárda (drámasorozat) | |
| - Vészhelyzet – George Clooney, Anthony Edwards, Laura Innes, Julianna Margulies, Gloria Reuben, Eriq La Salle, Sherry Stringfield, Noah Wyle - Chicago Hope Kórház – Adam Arkin, Peter Berg, Jayne Brook, Rocky Carroll, Vondie Curtis-Hall, Héctor Elizondo, Thomas Gibson, Mark Harmon, Roxanne Hart, Christine Lahti, Jamey Sheridan - Esküdt ellenségek – Benjamin Bratt, Jill Hennessy, Steven Hill, Carey Lowell, S. Epatha Merkerson, Jerry Orbach, Sam Waterston - New York rendőrei – Gordon Clapp, Kim Delaney, Dennis Franz, Sharon Lawrence, James McDaniel, Justine Miceli, Gail O'Grady, Jimmy Smits, Nicholas Turturro - X-akták – Gillian Anderson, William B. Davis, David Duchovny, Mitch Pileggi, Steven Williams | |
| Legjobb szereplőgárda (vígjátéksorozat) | |
| - Seinfeld – Jason Alexander, Julia Louis-Dreyfus, Michael Richards, Jerry Seinfeld - Űrbalekok – Jane Curtin, Joseph Gordon-Levitt, Kristen Johnston, John Lithgow, French Stewart - Frasier – A dumagép – Dan Butler, Peri Gilpin, Kelsey Grammer, Jane Leeves, John Mahoney, David Hyde Pierce - Megőrülök érted – Helen Hunt, Leila Kenzle, John Pankow, Anne Ramsay, Paul Reiser - Remember WENN – Tom Beckett, Carolee Carmello, George Hall, Margaret Hall, John Bedford Lloyd, Melinda Mullins, Christopher Murney, Amanda Naughton, Hugh O'Gorman, Kevin O'Rourke, Dina Spybey, Mary Stout | |

### Screen Actors Guild-életműdíj
- Angela Lansbury

## Fordítás
- Ez a szócikk részben vagy egészben  a(z)   3rd Screen Actors Guild Awards című angol Wikipédia-szócikk fordításán alapul.  Az eredeti cikk szerkesztőit annak laptörténete sorolja fel. Ez a jelzés csupán a megfogalmazás eredetét és a szerzői jogokat jelzi, nem szolgál a cikkben szereplő információk forrásmegjelöléseként.